# HD245687
HD245687 є хімічно пекулярною зорею спектрального класу
B8 й має видиму зоряну величину в смузі V приблизно 10,4.

## Пекулярний хімічний вміст
Зоряна атмосфера HD245687 має підвищений вміст 
Si
.